# Archipetalia
Archipetalia is een geslacht van libellen (Odonata) uit de familie van de Austropetaliidae.

## Soorten
Archipetalia omvat 1 soort:
- Archipetalia auriculata Tillyard, 1917